# Cameron Johnson
Cameron Jordan Johnson (ur. 3 marca 1996 w Moon) – amerykański koszykarz, występujący na pozycjach niskiego skrzydłowego, obecnie zawodnik Brooklyn Nets.
9 lutego 2023 został wytransferowany do Brooklyn Nets.

## Osiągnięcia
Stan na 13 września 2023, na podstawie, o ile nie zaznaczono inaczej.

### NCAA
- Uczestnik rozgrywek:
  - Sweet 16 turnieju NCAA (2019)
  - turnieju NCAA (2016, 2018, 2019)
- Mistrz sezonu regularnego konferencji Atlantic Coast (ACC – 2019)
- Zaliczony do:
  - I składu:
    - ACC (2019)
    - turnieju ACC (2019)

  - składu honorable mention All-American (2019 przez Associated Press)
- Zawodnik tygodnia ACC (17.12.2018)
- Lider ACC w skuteczności rzutów za 3 punkty (45,7% – 2019)

### NBA
- Wicemistrz NBA (2021)[5]

### Reprezentacja
- Uczestnik mistrzostw świata (2023 – 4. miejsce)[6]